# كينيث بي. ستوري
كينيث بي. ستوري هو عالم كندي، ولد في 23 أكتوبر 1949 في Taber, Alberta ‏ في كندا.